# Geraint Anderson
Geraint Anderson (* 1972 Notting Hill, Londýn) je bývalý britský analytik investičních společností v londýnské City a autor anonymních sloupků v novinách thelondonpaper, kde odhaluje zákulisí a špinavost světa makléřů a investičních bankéřů a podle těchto sloupků, které si získaly velkou oblibu byla vydána jeho úspěšná kniha s názvem CITYBOY.

## Životopis
Otcem Gerainta Andersona je labouristický politik Donald Anderson – Baron Anderson of Swansea a jeho matkou je Dorothy, dcera bolivijských misionářů. Geraint se narodil a vyrůstal v londýnské čtvrti Notting Hill, kde studoval na Fox School a Latymer Upper School v Hammersmithu. Po ukončení těchto škol strávil rok potulováním se a kouřením marihuany po Asii. Po návratu do Anglie vystudoval historii na Queens' College, University of Cambridge a své laxní vzdělání dokončil na Sussex University, kde získal magisterský titul (MA).
Jeho rodiče však nebyli spokojeni se zahálčivým a potulným životem svého syna, a tak roku 1996 Geraintovi jeho starší bratr Hugh, který pracoval jako fund manažer nizozemské investiční banky ABN Amro, zařídil dobré místo v londýnské bankovní čtvrti City. Byl zaměstnán jako analytik vytvářející modely trhu veřejně obchodovaných společností. Během prvních pěti let se jeho plat vyšvihl z 24 000 £ na 120 000 £ a jeho bonusy během prvních tří let byly £14 000, £55 000 a £140 000. Roku 1997 přešel na pozici do Société Générale a konečně roku 1999 do Commerzbank.

## Spisovatel
Své znechucení a rozčarování nad svou prací se rozhodl ventilovat anonymním sloupkem v lokálních novinách thelondonpaper, kam přispíval od roku 2006 a jeho sloupky popisující reálný svět v City se staly velice oblíbenými.
18. června 2008 bylo odhaleno, že pravidelným sloupkařem známým pod přezdívkou City Boy je Anderson. Posléze byla vydána jeho kniha Cityboy - Beer And Loathing In The Square Mile.